# ハーパース・ビザール
ハーパース・ビザール（Harpers Bizarre）は、アメリカ合衆国のバンド。1990年代以降、渋谷系ミュージシャンを中心にソフトロックとして再評価された。

## 解説
前身バンド「タイキス (Tikis)」を経て、1967年にサイモン&ガーファンクルのカバー「59番街橋の歌」でデビューし全米13位を記録する。
4枚目のシングル「チャタヌーガ・チュー・チュー」は、ビルボードのイージーリスニング・チャートの1位を記録した。
1970年に解散する。
1976年、再結成し、アルバム『アズ・タイム・ゴーズ・バイ』を発売する。

## ディスコグラフィ

### スタジオ・アルバム
- 『フィーリン・グルーヴィー』 - Feelin' Groovy (1967年、Warner Bros.)
- 『エニシング・ゴーズ』 - Anything Goes (1967年、Warner Bros.)
- 『シークレット・ライフ』 - The Secret Life of Harpers Bizarre (1968年、Warner Bros.)
- 『4 (ソフト・サウンディン・ミュージック)』 - Harpers Bizarre 4 (1969年、Warner Bros.)
- 『アズ・タイム・ゴーズ・バイ』 - As Time Goes By (1976年、Forest Bay)

### コンピレーション・アルバム
- 『ベスト・オブ・ハーパース・ビザール』 - Feelin' Groovy: The Best of Harpers Bizarre (1997年、Warner Archives)
- The Complete Singles Collection (1965-1970) (2016年、Now Sounds)